# Amorelie
Amorelie ist eine Marke der Sonoma Internet GmbH, unter der ein Online-Versandhandel für Erotikspielzeuge betrieben wird.

## Geschichte
Das Unternehmen wurde im Jahr 2013 von Lea-Sophie Cramer und Sebastian Pollok gegründet. Im Folgejahr expandierte Amorelie nach Frankreich und Belgien. Ende 2014 erschloss das Unternehmen den neuen Vertriebskanal Amorelie Toyparty, einen Direktvertrieb mit Sextoys.
2015 erhöhte ProSiebenSat.1 seine Anteile auf 75 %. Im Jahr 2016 verzeichnete das Unternehmen zum ersten Mal Gewinn. Im darauffolgenden Jahr kam es zur Listung von Amorelie-Eigenmarken in verschiedenen Drogerien, Kauf- und Warenhäusern.
Mit Wirkung vom 1. Oktober 2021 wurde Amorelie an die niederländische EQOM-Gruppe verkauft.

## Eigentumsverhältnisse
Die Sonoma Internet GmbH als Inhaberin der beim Deutschen Patent- und Markenamt eingetragenen Marke Amorelie gehört zur niederländischen EQOM-Gruppe. Vorherige Mehrheitsgesellschafterin war die NCG Commerce GmbH (vormals: ProSiebenSat.1 Commerce GmbH), welche 97,82 % des Kapitals von Sonoma hielt. 2 % gehörten der Gründerin Lea-Sophie Cramer. NCG Commerce gehört zur NCG – NuCom Group, dessen Gesellschafter mit 71,59 Prozent die ProSiebenSat.1 Media SE sowie mit 28,41 Prozent der US-amerikanische Finanzinvestor General Atlantic sind.

## Produkte

Produktlogo

Amorelie bietet Produkte aus den Bereichen Sexspielzeug, Dessous sowie Verhütungsmittel an. Neben Produkten anderer Hersteller verfügt Amorelie auch über verschiedene Eigenmarken.

## Vertrieb
Das Unternehmen vertreibt seine Produkte in Deutschland, Österreich, Frankreich, Belgien, Italien, Großbritannien, den Niederlanden und in der Schweiz. Italien, Großbritannien und die Niederlande werden über Marktplätze wie Amazon und bol.com abgedeckt. Weitere Vertriebskanäle neben dem Onlineshop und Marktplätzen sind das Direktmarketing-Modell und B2B. B2B-Partner sind u. a. Edeka, dm-drogerie markt, bipa, coop und Galeries Lafayette.

## Werbung
Amorelie erregte durch eine für diese Produktgruppe sehr offensive Werbestrategie öffentliches Aufsehen. Die Eigentümergruppe sendete Werbespots für die Erotikspielzeuge auch abseits des Nachtprogramms ihrer Sender. Auch eine Plakatkampagne in Berlin, die „Multiple Orgasmen“ bewarb, sorgte für Debatten. Diese Art der Bewerbung stellte für diese Produktgruppe ein Novum dar und fand bald Nachahmer. Aufgrund von Bedenken hinsichtlich des Jugendschutzes führten diese Werbekampagnen von Amorelie wiederholt zu Beschwerden.